# Armoriale dei comuni della provincia di Crotone
Questa pagina contiene le armi (stemmi e blasonature) dei comuni della Provincia di Crotone.
| Stemma                        | Comune e blasonatura | Gonfalone e/o bandiera           |
| ----------------------------- | --- | -------------------------------- |
|                               | Belvedere di Spinello Di azzurro, alle tre montagne di verde, fondate in punta, la montagna centrale più alta e più larga con i declivi visibili, quelle laterali con i declivi parzialmente celati dalla montagna centrale, questa sostenente il corvo di nero, imbeccato d'oro, esso corvo accompagnato in capo dalla croce stellata d'oro. Ornamenti esteriori da Comune. Gonfalone: drappo di giallo con la bordatura di azzurro, riccamente ornato di ricami d'argento e caricato dallo stemma con l'iscrizione centrata in argento recante la denominazione del Comune. Le parti di metallo e i cordoni sono argentati. Nella freccia è rappresentato lo stemma del Comune e sul gambo inciso il nome. Cravatta con nastri tricolorati dai colori nazionali. |                                  |
|                               | Caccuri D'azzurro, alla torre di rosso, aperta al campo, fortemente rastremata nel centro, merlata di sette alla guelfa, fondata sui tre colli all'italiana d'oro, ristretti, ordinati uno accanto all'altro. Ornamenti esteriori da Comune. D.P.R. del 20 giugno 1984, trascritto nel registro Araldico l'11 gennaio 1985 Gonfalone: drappo di giallo riccamente ornato di ricami d'argento e caricato dello stemma con l'iscrizione centrata in argento: Comune di Caccuri. Le parti di metallo e i cordoni sono argentati. Cravatta e nastri tricolorati dai colori nazionali frangiati d'argento. |                                  |
|                               | Carfizzi D'argento, all'ulivo nodrido su di un monte all'italiana di verde, uscente dalla punta dello scudo; il fusto accostato ai lati da due spighe di grano al naturale, poste in palo. Ornamenti esteriori da Comune. Gonfalone: drappo partito di bianco e di verde riccamente ornato di ricami d'argento e caricato dello stemma comunale con l'iscrizione centrata in argento: "Comune di Carfizzi". L'asta verticale sarà ricoperta di velluto verde con bullette argentate poste a spirale. Nella freccia sarà rappresentato lo stemma del Comune e sul gambo inciso il nome. Cravatta e nastri tricolorati dai colori nazionali frangiati d'argento. D.P.R. dell'11 giugno 1950, concessione di stemma e gonfalone |                                  |
|                               | Casabona D'azzurro, alla casa al naturale, posta di tre quarti, con la fronte verso destra, finestrata di 2 sul fianco e accompagnata in capo da una stella d'argento. Ornamenti esteriori da Comune. D.P.R. del 30 giugno 1976, trascritto nel registro araldico il 31 agosto 1976 Gonfalone: drappo partito d'azzurro e di bianco, riccamente ornato di ricami d'argento e caricato dello stemma con l'iscrizione centrata in argento: Comune di Casabona. Le parti di metallo e i cordoni sono argentati. Nella freccia è rappresentato lo stemma del Comune e sul gambo è inciso il nome. Cravatta e nastri tricolorati dai colori nazionali frangiati d'argento. |                                  |
|                               | Castelsilano Semipartito troncato: nel primo, d'oro, all'aquila bicipite, di nero; nel secondo, di rosso, alla ruota di otto raggi d'oro; nel terzo, di azzurro, al castello di rosso mattonato di nero, le due torri merlate alla guelfa ognuna di tre, il fastigio privo di merli, finestrato di nero con due finestrelle tonde nelle torri, chiuso dello stesso, fondato sulla pianura diminuita di verde, sormontato dalla stella di otto raggi, d'oro. Sotto lo scudo, su lista bifida e svolazzante d'oro, il motto, in lettere maiuscole di nero, «Silvæ in latere». Ornamenti esteriori da Comune. Gonfalone: drappo di giallo con la bordatura di verde, riccamente ornato di ricami d'argento e caricato dello stemma con l'iscrizione centrata in argento recante la denominazione del Comune. Le parti di metallo e i cordoni sono argentati. Cravatta con nastri tricolorati dai colori nazionali frangiati d'argento. D.P.R. del 23 novembre 1998, trascritto nel Registro araldico il 23 dicembre 1998 |                                  |
|                               | Cerenzia Partito: il PRIMO, di rosso, alla scritta SANCTE THEODORE ADESTO, il lettere maiuscole d'oro, posta in tre righe, accompagnata in capo e in punta da due stelle, una e una, di otto raggi, d'oro; il SECONDO, di azzurro, alle due colonne doriche di argento, la colonna a destra spezzata in sbarra, quella a sinistra, più alta, spezzata in banda, esse colonne fondate sulla campagna di verde e sormontate dalla croce a tau, di nero. Ornamenti esteriori da Comune. Gonfalone: drappo giallo, riccamente ornato di ricami argentati e caricato dello stemma con l'iscrizione centrata in argento recante la denominazione del Comune. Le parti di metallo e i cordoni sono argentati. Cravatta e nastri tricolorati dai colori nazionali frangiati d'argento. D.P.R. 7 aprile 2003 concessione di stemma e gonfalone |                                  |
|                               | Cirò Tre monti in campo azzurro, sul medio posa una Gru che becca e percuote un serpente screziato. Intorno allo scudo la scritta: Devorat haec rostro pervigilatque pede. Ornamenti esteriori da Comune. Gonfalone: drappo di azzurro… |                                  |
|                               | Cirò Marina Partito: il primo d'argento, alla testa di Bacco al naturale, posta di profilo; il secondo di rosso, al tripode d'oro. Sotto lo scudo, su lista rossa con le estremità bifide svolazzanti, la leggenda in caratteri maiuscoli romani di nero: mari felix meroque. Ornamenti esteriori da Comune. Gonfalone: drappo partito di rosso e di bianco… |                                  |
|                               | Cotronei D'oro, alla figura di San Nicola Vescovo, in maestà, il viso e le mani di carnagione, il capo coperto dalla mitria d'argento, vestito con la tunica di azzurro e con il grande manto, dello stesso, i piedi calzati di nero, tenente con la mano destra il pastorale d'argento, posto in palo, la mano sinistra posta sul petto. Ornamenti esteriori da Comune. Gonfalone: drappo partito di bianco e di azzurro, riccamente ornato di ricami d'argento e caricato dallo stemma comunale con la iscrizione centrata in argento, recante la denominazione del Comune. Le parti di metallo ed i cordoni saranno argentati. L'asta verticale sarà ricoperta di velluto dei colori del drappo, alternati, con bullette argentate poste a spirale. Nella freccia sarà rappresentato lo stemma del Comune e sul gambo inciso il nome. Cravatta con nastri tricolorati dai colori nazionali frangiati d'argento. |                                  |
|                               | Crotone D'azzurro, al tripode d'argento, con due serpi uscenti dalla coppa ed addossati, linguati di rosso; colla campagna di rosso, carica della sigla Q.D.O. (Kro) in caratteri arcaici greci in argento; con una fascia d'oro attraversante sulla partizione. Decreto ministeriale del 30 aprile 1903 Gonfalone: Drappo di colore rosso riccamente ornato con ricami dorati e caricato dello stemma comunale con la scritta centrata di colore oro: "Comune di Crotone". I cordoni e l'asta sono dorati. |                                  |
|                               | Crucoli Campo di cielo, al ponte di un solo arco ribassato, uscente dai fianchi, a guisa di fascia centrata, d'argento, cimato dalla torre di rosso, chiusa, finestrata e mattonata di nero, merlata alla guelfa di sei, sostenuta da due leoni controrampanti, d'oro, con entrambe le zampe posteriori poggiate sul ponte ed entrambe le zampe anteriori poggiate sulla torre, esso ponte accompagnato in punta dalla campagna di azzurro, mareggiata in argento, caricata dal leone illeopardito, d'oro. Ornamenti esteriori da Comune. Gonfalone: drappo di rosso… |                                  |
|                               | Cutro Una torre a tre balze al cui vertice è sospeso un elmo di foggia secentesca ed alla cui base due piante ornamentali (l'alloro e la quercia ) intrecciate la cingono ai lati fino all'altezza della prima balza. In alto, una a destra e una a sinistra, due stelle stanno a simboleggiare la luce che guida ed illumina il cammino. Gonfalone: drappo azzurro, riccamente ornato di ricami d'oro e caricato dallo stemma con l'iscrizione centrata in oro recante la denominazione del Comune. Le parti di metallo e i cordoni sono dorati. Nella freccia è rappresentato lo stemma del Comune e sul gambo inciso il nome". Cravatta con nastri tricolorati dai colori nazionali frangiati d'oro. |                                  |
|                               | Isola di Capo Rizzuto D'azzurro, al Castello d'argento, munito di tre torri, la centrale più elevata, fondato sulla campagna di verde. Gonfalone: drappo partito di verde e d'azzurro riccamente ornato di ricami d'argento e caricato dello stemma sopra descritto con la iscrizione centrata in argento : Comune di Isola Capo Rizzuto. Le parti di metallo ed i cordoni argentati. L'asta verticale ricoperta di velluto dei colori del drappo, alternati, con bullette argentate poste a spirale. Nella freccia è rappresentato lo stemma del Comune e sul gambo inciso il nome. Cravatta e nastri tricolorati dai colori nazionali frangiati d'argento. |                                  |
|                               | Melissa Di azzurro, alla fanciulla vestita con la camicetta di argento, il corsetto di rosso, la lunga gonna dello stesso, il viso, gli avambracci, le mani di carnagione, capelluta di nero, posta di tre quarti a sinistra, seduta sul tronco reciso, al naturale, la fanciulla e il tronco attraversanti la campagna diminuita di verde, la fanciulla con il braccio destro teso verso la pianta di melissa, di verde, fiorita di argento, posta a destra, essa pianta nodrita nella campagna e sormontata da tre api d'oro, poste una, due. Ornamenti esteriori da Comune. Gonfalone: drappo di rosso… D.P.R. del 3 ottobre 2005 |                                  |
|                               | Mesoraca Tre torri abbracciate da due ramoscelli uno di olivo e uno di quercia sormontate da una corona con la scritta in alto Città di Mesoraca. Gonfalone: drappo di azzurro bordato di giallo… |                                  |
|                               | Pallagorio Torre di due palchi d'oro, murata di nero, merlata alla Guelfa, accompagnata, in capo, da tre stelle di cinque raggi d'oro, fondata sulla collina verde, caricata dall'aquila bicipite. Lo stemma è racchiuso tra un ramoscello di alloro ed un ramoscello di quercia, legati da un nastro tricolore. Gonfalone: drappo di giallo bordato di azzurro… |                                  |
|                               | Petilia Policastro Di azzurro, alle tre torri svelte, di rosso, mattonate di nero, merlate alla guelfa, le torri laterali di due palchi, ogni palco merlato di tre, il palco superiore finestrato di tre finestre male ordinate, infiammate al naturale, la torre centrale, più alta e più larga, di tre palchi, il palco superiore e quello mediano merlati di tre, il palco inferiore merlato di quattro, il palco superiore finestrato di tre finestre male ordinate, infiammate al naturale, il palco mediano finestrato di tre finestre, ordinate in fascia, infiammate al naturale, esse torri chiuse di nero e fondate sulla pianura di verde. Sotto lo scudo, su lista bifida e svolazzante di azzurro, il motto in lettere maiuscole di nero icon petiliae. Ornamenti esteriori da Comune. Gonfalone: drappo di rosso… |                                  |
|                               | Rocca di Neto D'oro, al torrione di rosso, merlato alla guelfa di otto, mattonato di nero, chiuso dello stesso, finestrato con due finestre quadrate, poste in fascia, di nero, fondato sulla campagna di azzurro, fluttuosa di argento. Ornamenti esteriori da Comune. D.P.R. del 4 maggio 1998 Gonfalone: drappo di rosso, riccamente ornato di ricami d'argento e caricato dallo stemma comunale con l'iscrizione centrata in argento, recante la denominazione del Comune. Le parti di metallo ed i cordoni saranno argentati. L'asta verticale sarà ricoperta di velluto rosso, con bullette argentate poste a spirale. Nella freccia sarà rappresentato lo stemma del Comune e sul gambo inciso il nome. Cravatta con nastri tricolorati dai colori nazionali frangiati di argento Decreto del Consiglio dei Ministri n. 74 del 4 maggio 1998, concessione di stemma e gonfalone Bandiera: drappo di azzurro, alla losanga di giallo appuntata ai lembi, caricata dallo stemma comunale come descritto dal D.P.R. 4 maggio 1998. L'asta verticale sarà ornata dalla cravatta con nastri tricolorati dai colori nazionali. D.P.R. del 19 settembre 2012 |                                  |
|                               | Roccabernarda Di rosso, a due torri quadrate d'argento, aperte e murate di nero, merlate di quattro alla guelfa. Ornamenti esteriori da Comune. D.P.R. del 21 gennaio 1977, trascritta nel Registro Araldico il 3 marzo 1977 Gonfalone: drappo troncato di rosso e di bianco riccamente ornato di ricami d'argento e caricato dello stemma con l'iscrizione centrale in argento: Comune di Roccabernarda. Le parti in metallo ed i cordoni sono argentati, l'asta verticale è ricoperta di velluto di colori del drappo, alternati, con bullette argentate poste a spirale. Nella freccia è rappresentato lo stemma del comune e sul gambo inciso il nome. Cravatta e nastri tricolorati dai colori nazionali frangiati d'argento. |                                  |
|                               | San Mauro Marchesato Troncato: nel PRIMO d'azzurro, al Santo di carnagione, mitrato d'oro, impugnante con la destra un pastorale pure d'oro; nel SECONDO d'argento, al castello di rosso, murato di nero, torricellato di tre torri, quella centrale più elevata, merlate ciascuna di tre alla guelfa. Ornamenti esteriori da Comune. Gonfalone: drappo troncato di bianco e di azzurro… |                                  |
|                               | San Nicola dell'Alto Campo di cielo, al San Nicola di Mira, circondato da una duplice ghirlanda. San Nicola di Mira è avvolto da una nube azzurrina e porta nella mano sinistra lo scettro vescovile, nella mano destra un ramoscello di ulivo. Sul capo la mitra vescovile. Gonfalone: drappo partito di bianco e di azzurro… |                                  |
|                               | Santa Severina D'oro, alla figura di Santa Severina, di carnagione, in maestà, vestita di corta tunica azzurra, impugnante per le lame due stiletti d'argento, con le punte appoggiate alle spalle, lo stiletto di destra posto in banda, quello di sinistra in sbarra, la gamba destra incrociata in banda su quella sinistra. Ornamenti esteriori da Comune. Gonfalone: drappo partito di giallo e di azzurro… |                                  |
|                               | Savelli Bandato d'oro e di rosso; al capo di azzurro, caricato del ramoscello di rosa, di verde, fogliato dello stesso, fiorito d'oro, nodrito nella linea di partizione, sostenuto da due leoni controrampanti, d'oro, allumati e linguati di rosso, il leone posto a destra con la zampa posteriore destra sostenuta dalla linea di partizione, quello posto a sinistra con la zampa posteriore sinistra ugualmente sostenuta. Ornamenti esteriori da Comune. D.P.R. del 17 gennaio 2000, trascritto nel Registro araldico il 10 febbraio 2000 Gonfalone: drappo di giallo, riccamente ornato di ricami d'argento e caricato dallo stemma con l'iscrizione centrata in argento, recante la denominazione del Comune. Le parti di metallo e i cordoni sono argentati. Nella freccia è rappresentato lo stemma del Comune e sul gambo inciso il nome. Cravatta con nastri ricolorati dai colori nazionali frangiati d'argento. |                                  |
|                               | Scandale D'azzurro, al San Nicola Vescovo con una lunga stola frangiata sopra la veste, tenente nella mano destra un pastorale. Gonfalone: drappo partito di bianco e di azzurro… |                                  |
|                               | Strongoli Di argento, ai cinque monti conici fondati in punta, di verde, infiammati di rosso; col motto che leggesi nel suggello del detto onciario Urbs Peteliae nunc Strongoli. Gonfalone: drappo di rosso… |                                  |
|                               | Umbriatico D'argento, a tre monti di verde, sostenenti un'aquila al naturale D.M. del 10 gennaio 1909 Gonfalone: drappo di azzurro… |                                  |
| Stemma precedentemente in uso | Verzino D'azzurro, all'agnello d'argento sulla campagna di verde, tenente una bandiera d'argento, alla croce piana di rosso; accompagnato dalla divisa ecce agnus dei. Gonfalone: drappo troncato di rosso e di bianco… Stemma precedentemente in uso: Di rosso, due caprioli d'argento posti l'uno sopra l'altro, l'uno movente in punta e l'altro in cuore. Gonfalone precedentemente in uso: drappo partito di bianco e di azzurro… | Gonfalone precedentemente in uso |